# Youlgreave
Youlgreave is een civil parish in het bestuurlijke gebied Derbyshire Dales, in het Engelse graafschap Derbyshire. De plaats ligt aan de rivier Bradford.